# Reisseronia tarnierella
Reisseronia tarnierella är en fjärilsart som beskrevs av Charles Théophile Bruand d’Uzelle 1850. Reisseronia tarnierella ingår i släktet Reisseronia och familjen säckspinnare. Inga underarter finns listade.